# Sbírky Rudolfa II.
Sbírky Rudolfa II. je souhrnné označení pražských sbírek uměleckých a historických předmětů císaře Rudolfa II. Habsburského.
Zdena Bratršovská a František Hrdlička ve své úvaze O sběratelství píší, že "...sběratelství se dá definovat jako soustavné hromadění věcí podobného druhu, případně jako pořádání věcí do přehledného souboru...". A právě osobní zálibou císaře Rudolfa II. (1552–1612) byla jeho významná sběratelská a mecenášská činnost. Zatímco mecenášství se považovalo za ušlechtilý rys dvorského života, sběratelství se stalo zvyklostí stavovské společnosti. Cílem manýristického sběratelství byla snaha o vytvoření encyklopedického obrazu světa. Podněty pro tento typ sběratelství získal Rudolf II. již v mládí, kdy byl poslán na vychování k madridskému dvoru španělského krále Filipa II. (1527–1598). Pozdější podněty získal od svého vzdělaného otce císaře Maxmiliána II. (1527–1576), budovatele renesanční palácové a zahradní architektury, obdivovatele krásných knih a sběratele antických soch i drobné reliéfní plastiky. Další inspirací bylo pro císaře Studiolo Františka I. Medicejského ve Florencii, první evropský kabinet starožitností této skladby předmětů, a také sběratelství jeho strýce Ferdinanda II. Tyrolského, kunstkomora na zámku Ambras.

## Počátek sbírek Rudolfa II.

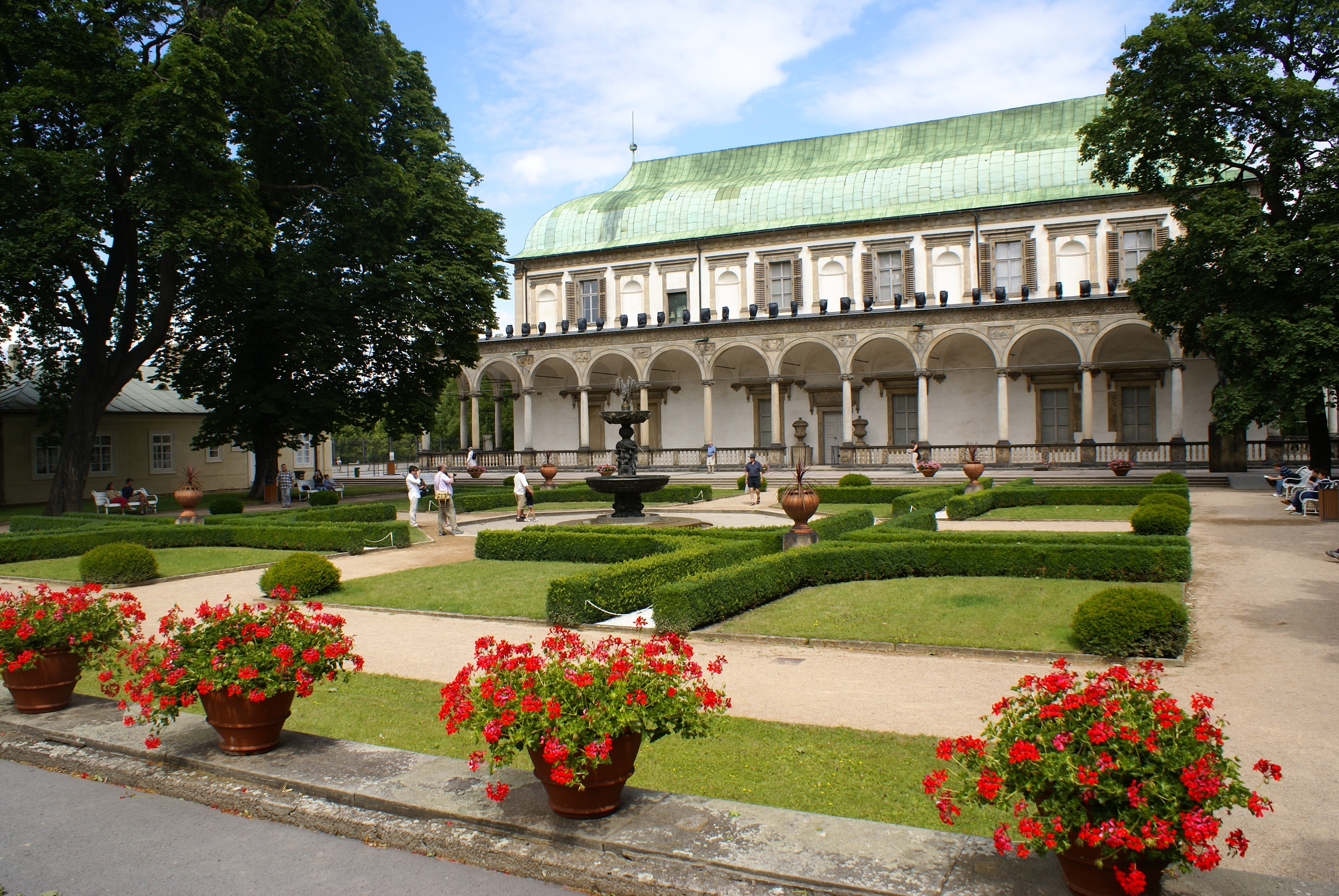
Letohrádek královny Anny s přilehlou částí Královské zahrady – místo uložení části sbírek Rudolfa II.

S přemístěním císařského dvora do Prahy nechal Rudolf II. převést části otcových vídeňských sbírek do prostor Pražského hradu. Současně pozval do císařského města i některé umělce sloužící již jeho otci, a často i jeho dědovi, císaři Ferdinandovi I. Habsburskému (1503–1564). Část z Vídně přivezených sbírek, zvláště obrazů a soch, Rudolf II. umístil do Letohrádku královny Anny. S jeho stavbou se započalo v roce 1538, ale dostavbu provedl Bonifác Wohlmut (1510 ?-1579) až v polovině 60. let 16. století. Letohrádek obklopovala Královská zahrada, která se mohla chlubit řadou dosud neznámých rostlin, které v roce 1562 přivezl z Orientu do Vídně a Prahy Angerius Ghislain de Busbecq, Ferdinandův vyslanec v Konstantinopoli. Za Rudolfa II. byla v zahradě dokončena stavba velké Míčovny, dále fíkovna (1590) a Oranžérie (1601)) a objekty pro exotická zvířata (Lví dvůr, 1581).). Po roce 1599 se Letohrádek stal místem uložení některých astronomických přístrojů určených k pozorování prováděných dánským astronomem Tycho Brahem, kterým byl někdy přítomen i sám císař.

## Nové prostory pro sbírky Rudolfa II.
Na jih od Královské zahrady, na druhé straně Jeleního příkopu, začal Rudolf II. budovat nové prostory pro své rychle se zvětšující sbírky. Ukázalo se totiž, že prostory v obytném paláci, zvaném Letní, který byl zbudován podle plánů Ulrica Aostalliho de Sala v letech 1577–1579, přestávaly být dostačujícím prostorem pro císařovy sbírky. Proto hned jak Aostalli dokončil stavbu stájí pro španělské koně v severní části Hradu (1594), císař ho pověřil zbudováním Nového sálu (dnes Španělský sál) nad těmito konírnami. Zde císař hodlal umístit sbírku soch v nadživotní velikosti zhotovených Adrianem de Vries. Tento sál budovaný italským architektem Giovanni Mariou Filippim však nesloužil zcela svému účelu ještě ani v roce 1606. Po Rudolfově smrti realizoval Filippi v letech 1613–1616 již jen torzo původního plánu výstavby severozápadního paláce. Protože císař nebyl velkým obdivovatelem sochařství, jeho kolekce obsahovala vedle několika antických soch a plastik (antické torzo Illionea, reliéfní plastiky z období antického Říma), především díla sochařů působících v rudolfínské Praze. V nikách Nového sálu, ale i v Letohrádku královny Anny a v přilehlé Královské zahradě, byla umístěna díla Hanse Monta, Adriana de Vries a Giovanni Battisty Quadriho. Drobnější plastiky Giovanniho da Bologna a Leone Leoniho byly později uloženy v císařově kunstkomoře, spolu s množstvím dalších uměleckých předmětů.

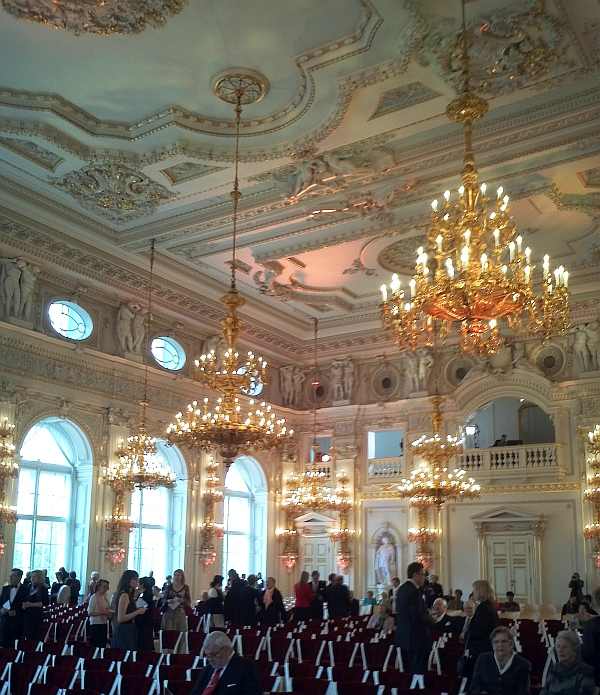
V nikách Nového sálu (dnes Španělský sál) měla být umístěna sbírka soch od Adriana de Vries.

Naopak větší část obrazových sbírek byla umístěna v dokončeném a výzdoby prostém Španělském sále (dnes Rudolfova galerie), který Aostalli budoval od roku 1590. Vzniklá obrazová galerie obsahovala malířská díla reprezentující několik tvůrčích okruhů. Byla to díla Albrechta Dürera a dalších reprezentantů německé renesance (Lucas Cranach starší, Hans Baldung Grien, Hans Holbein starší), díla italských renesančních a manýristických malířů (Leonardo da Vinci, Raffael Santi a jeho žák Giulio Romano, Giorgione, Tizian a jeho žáci – Jacopo Tintoretto a Paolo Veronese, Jacopo Bassano a jeho synové, Antonio Allegri da Correggio, ale i Rudolfův současník Caravaggio). Z pobytu ve Španělsku si císař přivezl obdiv k obrazům Hieronyma Bosche a Pietra Brueghela staršího, ale i k dalším vlámským umělcům (Quentin Massys, Jan Gossaert, Maerten Jacobsz van Heemskerck, Frans Floris), stejně jako ke španělským portrétistům té doby (Alonso Sánchez Coello).

#### Díla a kopie děl Mistra Leonarda se seznamu sbírek z roku 1621[8]:
- 814 Judita od Leonarda da Vinciho, kopie
- 928 žena s blaty (?) od Leonarda da Vinciho, originál (Mona Lisa?)
- 931 portrét sv. Kornelia od Leonarda da Vinciho, originál
- 1069 ženský portrét od Leonarda da Vinciho, originál
- 1365 Dáma s bílými houslemi od Leonarda da Vinciho, originál

Dvorští malíři, především Bartholomeus Spranger, Hans von Aachen a Joseph Heintz starší, kteří v Praze založili školu manýristické malby, měli na císaře velký vliv. U dvora působila i velká skupina nizozemských malířů (Dirck de Quade van Ravesteyn, Pieter Stevens, Roelandt Savery, Joris a Jacob Hoefnagelové, Jan a Paul Vriedmann de Vries), zatímco z Italů v Praze pracoval Giuseppe Arcimboldo a málo známý Esaias Gilliori.
Na císařském dvoře pracovali i umělečtí řemeslníci, především zlatníci, řezači drahých kamenů, rytci a hodináři. Přitom evropského věhlasu dosáhly dva uměleckořemeslné obory, a to zlatnictví, včetně medailérství, a glyptika.

## Vznik kunstkomory Rudolfa II.
Zlatnické práce, práce s drahými kameny, kuriozity a drobné hodinářské a astronomické předměty Rudolf II. nejdříve uchovával ve své nejbližší blízkosti, především v místnostech Letního paláce. Později jich však bylo tolik, že pro tyto uměleckořemeslné předměty zřídil kunstkomoru. V ní nacházely císařovy oblíbené sbírky medailí a plaket, které Rudolf II. částečně převzal z Maxmiliánových vídeňských sbírek.

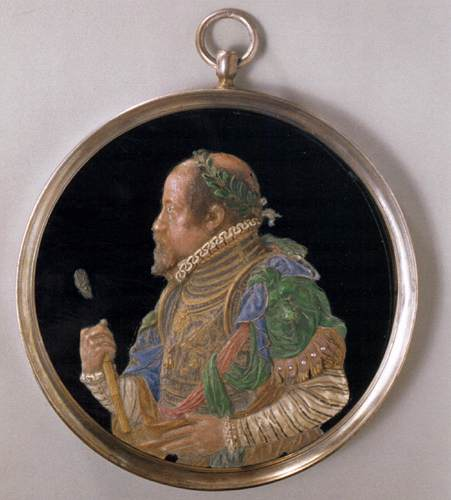
Medailon s portrétem císaře Maxmiliána II. (Antonio Abondio, vosk na obsidiánové destičce, asi 1575, Uměleckohistorické muzeum, Vídeň)

Medailérství dosáhlo svého vrcholu v rudolfínské Praze především díky italskému rytci a medailérovi Antonio Abondiovi (1538–1591), kterého po smrti císaře Maxmiliána II. finančně zajistil Rudolf II. až neobvykle vysokými částkami a udělil mu šlechtický titul. Přestože se Abondio proslavil řadou portrétních medailí členů habsburského rodu, v císařově kunstkomoře bylo vystaveno jen několik jeho prací z terakoty a kovu, zatímco většinu uměleckých artefaktů tvořily Abondiovy práce z vosku, často barevné. I jeho syn Alessandro Abondio (1570–1648) byl modelérem drobných sošek z vosku, ale z jeho pražského pobytu žádnou doloženou práci neznáme. Medaile i plakety navrhoval další dvorní zlatník Paulus van Vianen, který své figurální reliéfy užíval také k výzdobě stříbrného nádobí, jako byly ploché misky na nožce, tzv. tazzy. Jeho bratr vytvořil grafický vzorník zlatnických prací.
Mnohem větší zájem než o medailérství měl císař o řezání a broušení drahých kamenů, a exotických materiálů, čemuž odpovídal nejen počet dvorských umělců, ale především množství v kunstkomoře zdokumentovaných uměleckých artefaktů. S řezači drahých kamenů úzce spolupracovali zlatníci, klenotníci a šmukýři.

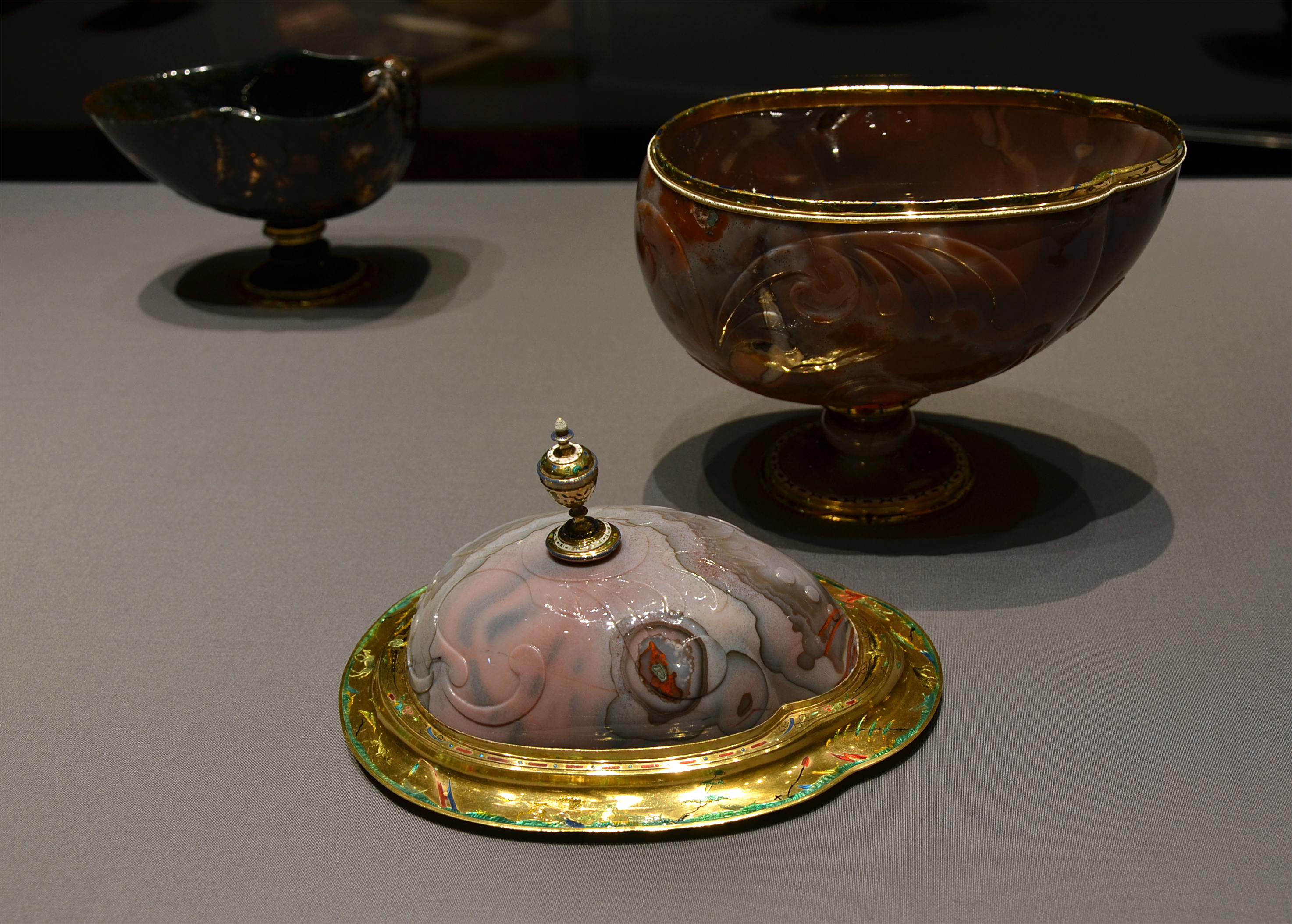
Achátové vičko poháru (zhotovil Ottavio Miseroni, zlatou montáž provedl Jan Vermeyen, 1603–1607, Praha; dnes Uměleckohistorické muzeum, Vídeň)

K nejvýznamnějším řezačům kamene a drahokamů patřili Ottavio Miseroni (1560?-1624), původem z Milána, který se v roce 1588 stal správcem brusírny v Císařském mlýně v Praze-Bubenči. Téhož roku byl Ottavio a jeho bratr Giovanni Ambroggio Miseroni císařem jmenováni dvorními brusiči drahokamů. K řezbě nádob používali nejen horský křišťál, ale i acháty, jaspisy, topasy a další polodrahokamy. Ottaviovy nádoby fasované do stříbra dvorními zlatníky patřily k vrcholům evropské glyptiky prvních desetiletí 17. století. Především spolupráce se zlatníkem Janem Vermeyenem (1559 ?-1608) dávala Ottaviovým nádobám a pohárům honosný rámec. Spolupráce pražských dílen umožnila, že císařský dvůr začal konkurovat medicejským dílnám ve Florencii. Pražská škola se nakonec vydala cestou nezávislou nejen na Florencii, ale i na Miláně, a vytvořila vlastní styl, který je označován jako "rudolfínský".
Talent po otci Ottaviovi zdědil Dionysio Miseroni (1607–1661), který se stal i šacmistrem pokladu a správcem císařských sbírek. Dohlížel také na řezačskou dílnu Castrucciů, ve které vznikaly císařem obdivované florentské mozaiky, commessi in pietre dure, v podobě obrazů krajin, stolních desek či obkladů dvířek kabinetů. Dílna však brzy po smrti Cosima di Giovanni Castrucciho zanikla.

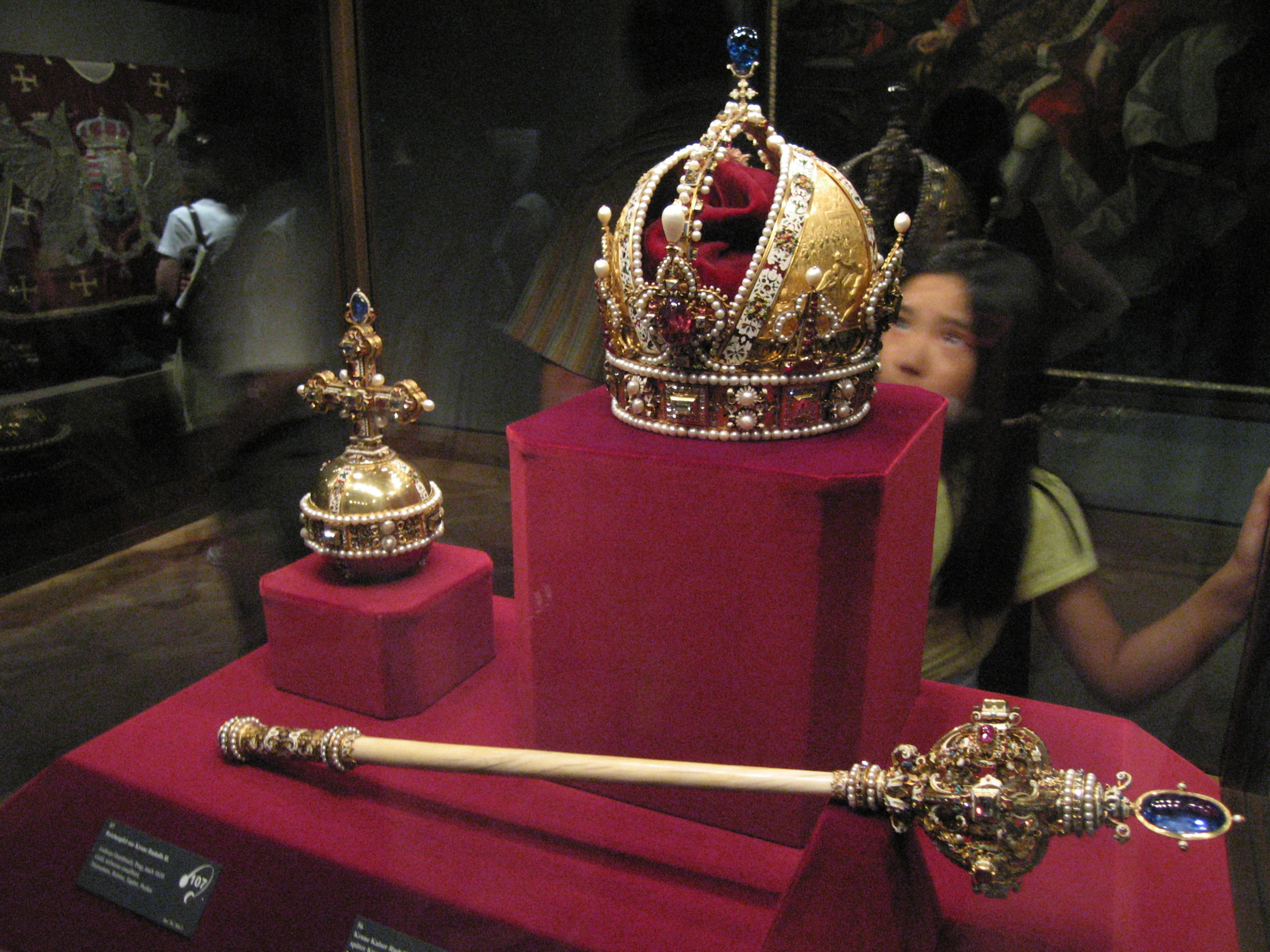
Koruna, jablko a žezlo císaře Rudolfa II. (korunu zhotovil Jan Vermeyen, žezlo a jablko dokončil Andreas Osenbruck – dnes Uměleckohistorické muzeum, Vídeň).

Ve sbírkách Rudolfa II. byly zastoupeny neméně významné světské i chrámové zlatnické práce a soubory šperků. Vlámský zlatník Jan Vermeyen přesídlil do Prahy] asi roku 1592 a v roce 1597 se stal císařovým dvorním zlatníkem. Spolu s Němcem Andreasem Osenbruckem (1570 ?-1622) byl Jan Vermeyen vybrán ke zhotovení osobních korunovačních klenotů pro císaře. Koruna dokončená v roce 1602 v sobě spojovala principy svatováclavské koruny a císařské koruny Maxmiliána I.. Ta byla nejen dokladem mistrovské zlatnické práce, ale vynikla i dokonalým zpravováním drahokamů a zdobných emailů. Je proto považována za nejvýznamnější zlatnickou prací, která vznikla v rudolfínské Praze za císařova života. Po smrti Jana Vermeyena (1608) dohotovil císařské jablko a žezlo Andreas Osenbruck, jak dokládá na žezlu destička s monogramem císaře Matyáše a datem 1612. Zlatnická signaturou odkazuje na rok 1615.
Spolu s císařskými insigniemi vznikla v dílnách těchto zlatníků i řada šperků, které jsou dnes označovány za okruh mistra koruny, druhá skupina za okruh mistra žezla. Oba uvedení umělci a jejich dílny se významně podíleli na špercích zhotovených přímo do císařovy sbírky.
Před rokem 1600 byl však nejvýznamnějším šperkařem Anton Schweinberger (činný v Praze 1587–1603), původem z Augsburgu, kterého císař v roce 1587 jmenoval dvorním zlatníkem. Po jeho smrti tuto funkci převzal neméně uznávaný zlatník, který byl i schopným kreslířem krajinných motivů a nadaným sochařem, Paulus van Vianen (1570 ?-1613). Jeho pozdější tepané práce ve zlatě a stříbře mají již protobarokní charakter. Jako kreslíř zachytil i vpád pasovských vojsk na Malou Stranu, událost z roku 1611, která byla poslední pobídkou těžce nemocného císaře Rudolfa II. k abdikaci na český trůn. Krátce poté císař 20. ledna 1612 zemřel a sbírky jím budované, především poklad obrazů, zlatých a stříbrných předmětů, v dědictví postupně přecházel do rukou císaře Matyáše a dalších členů habsburského rodu.